# Coenotephria macidata
Coenotephria macidata är en fjärilsart som beskrevs av Felder 1875. Coenotephria macidata ingår i släktet Coenotephria och familjen mätare. Inga underarter finns listade i Catalogue of Life.